# O Herre Gud, var har jag gjort
O Herre Gud, var har jag gjort är en psalm med text skriven av Johan Olof Wallin.

## Publicerad i
- 1819 års psalmbok som nr 375 under rubriken "Med avseende på särskilda personer, tider och omständigheter: Botfärdiga fångar".[1]